# محمد علي إسبر
محمد بن علي بن ضرغام بن إسبر، (من مواليد 1915 - وفاة —) باحث، ومؤلف، وشاعر سوري، ولد في جبلة ـ اللاذقية ـ سوريا.

## حياته
ولد محمد علي إسبر في قرية عين شقاق سنة 1915م، وتعلم في مدرستها الإبتدائية ثم أكمل دراسته الثانوية في جبلة، وعين معلماً عام 1945م، ثم أميناً للسر في ثانوية الشهيد محمد سعيد، ويعتبر أحد أبرز أديب لمدينة جبله، ولهُ ديوان شعر، ومؤلفات إسلامية وتاريخية.

## مؤلفاته
1. الإمام علي في القرآن والسنة.[6]
2. العلامة الجليل أحمد بن زين الدين الاحسائ في دائرة الضوء، المجلدات 1-2.[7]
3. في محراب الامام علي (ع).[8]
4. سلمان منا أهل البيت.[9]
5. هل تعرف أهل البيت.[10]
6. أهل البيت رسول الله في دراسة حديثة.[11]
7. الإسلام وبناء المجتمع.[12]
8. من عبير الإسلام.[13]
9. هل قرأت أبا ذر.[14]
10. في محراب الإمام علي أمير المؤمنين.[15]
11. عاداتنا وتقاليدنا
12. الخمر ام الخبائث
13. ابو طالب عملاق الأسلام
14. احاديث موضوعة